# 厚叶钟报春
厚叶钟报春（学名：Primula chumbiensis），为报春花科报春花属下的一个植物种。